# 欧里亚克站
欧里亚克站是法国的一个铁路车站，位于法国中南部城市，康塔尔省的省会欧里亚克。

## 位置
欧里亚克站位于欧里亚克市区的西南部，菲雅克－阿尔旺铁路302.667公里处。车站大致为西南-东北走向，开口朝西北。
欧里亚克站所在的菲雅克－阿尔旺铁路为单线非电气化铁路，因地处山区，弯道多坡度大，因此行驶该线的列车均速较慢。
欧里亚克站没有直达巴黎的列车，前往巴黎的旅客可通过克莱蒙费朗站或布里夫拉盖亚尔德站中转。

## 停靠线路
以下列车线路在欧里亚克站停靠：
| 欧里亚克站列车线路表       |      |                      |              |              |
| 线路                       | 车种 | 上一站               | 下一站       | 大致运行频率 |
| 图卢兹—克莱蒙费朗          | TER  | 勒胡热               | 赛尔河畔维克 | 每天1趟      |
| 欧里亚克—讷萨格/克莱蒙费朗 | TER  | （起点）             | 赛尔河畔维克 | 每天8趟左右  |
| 图卢兹/菲雅克—欧里亚克     | TER  | 勒胡热/佩尔/伊特拉克 | （终点）     | 每天2~4趟    |
| 布里夫拉盖亚尔德—欧里亚克  | TER  | 拉洛克布鲁           | （终点）     | 每天3~5趟    |
| 1.                         |      |                      |              |              |

## 配套交通

### 长途客车
| 停靠欧里亚克站的大巴车 |              | |
| 上下车地点             | 运营单位     | 主要线路及目的地 |
| 欧里亚克站 门口        | Trans' cab   | A 瑞萨克 · 雷纳克 B 瑞萨克 · 克朗代勒 L 马尔芒纳克 · 拉罗克维耶伊                                                    |
| 欧里亚克站 门口        | Cantal Lib'  | LR102 圣塞尔南 · 圣沙芒 · 圣马丁瓦勒梅鲁 · 萨莱尔 · 德吕雅克 · 萨兰 · 莫里亚克                                       |
| 欧里亚克站 门口        | SNCF Car TER | 65 塞尔河畔维克 · 勒留杭 · 米拉 · 马西亚克 · 阿尔旺 当铁路线施工或罢工时，SNCF可能也会提供途径该线路沿途站点的大巴车 |
| 1. 2. 3.               |              | |

### 城市公共交通
| 欧里亚克站附近的市内公共交通线路 |                |                                                                                               |
| 公交车站名称                     | 位置           | 停靠线路                                                                                      |
| 火车站                           | 欧里亚克站门口 | 3 西斯特里耶（Sistrières）↖ 水文中心（Centre Aquatique）↙ ↔ 阿龙城（Cité d'Aron） Bus-Train 火车站（Gare SNCF）→ （欧里亚克市区及主要学校） |
| 1. 2. 3.                         |                |                                                                                               |

### 社会车辆
欧里亚克站门口设有社会车辆停车场。

## 临近车站
| 欧里亚克站（Gare d'Aurillac）     |                    |                         |
| 上行车站                          | 线路               | 下行车站                |
| 伊特拉克站 7.5km ←                | 菲雅克－阿尔旺铁路 | 塞尔河畔维克站 → 19.6km |
| - 本表仅显示运营中的线路及车站 1. |                    |                         |